# Gärningsmannaprofilering
Gärningsmannaprofilering (GMP) är en metod vid brottsutredning som syftar till att ta fram en profil över karaktären av en eller flera gärningsmän till ett givet brott har, i syfte att bidra till spaningsarbetet så att polisen därmed kan binda någon till brottet. Metoden hämtar redskap och verktyg från kriminologin, beteendevetenskapen och psykologin. Profileringen syftar framför allt att kartlägga den okända brottslingens motiv och strategier.
I arbetet med gärningsmannaprofilering ingår rättsläkare, kriminaltekniker, rättspsykologer samt erfarna poliser. Gärningsmannaprofilering används företrädesvis vid seriebrott av grova våldsbrott, grova sexualbrott, och mordbrand, samt vid ouppklarade- och terroristbrott.
En stor del av ämnets kunskaper kommer från FBI i USA, som aktivt arbetat med gärningsmannaprofilering sedan 1960-talet, detta till följd av att det samtidigt förekom flera seriemord. I samband med detta kom ämnet att utvecklas med systematisk forskning på vissa brottstyper, framför allt genom framtagandet av statistik på gärningsmännens psykosociala villkor, eventuella missbruk, psykiska hälsa och karaktärsdrag. 1994 bildades rikskriminalens gärningsmannaprofilgrupp (GMP-gruppen) i Sverige, men pedagogikprofessorn Arne Trankell och andra hade arbetat med metoden sedan 1960-talet.
Profileringen bygger inte på spekulation, utan på observerbara data vid brottsplatsen, brottsplatstillfället, av brottstypen, samt modus operandi. Utifrån statistiska kunskaper om liknande brott med mera, kan sedan olika egenskaper läggas fram. Profilen används sedan vid spaningsarbetet, inte vid rättegång. Variabler som profilgrupper tittar efter kan t.ex. vara spår av bildäck, som kan säga något om gärningsmannens ekonomiska villkor, och ordningen som kan peka på graden av motivation, självkontroll, planering och intellektuell förmåga. Vidare kan det finnas tecken på vilken roll förövaren försöker skaffa sig med offret, om offret är någon gärningsmannen kanaliserar hat mot, om offret är någon gärningsmannen försöker kontrollera och utnyttja, eller om gärningsmannen försöker skaffa sig något slags personligt förhållande till offret. Gärningsmannaprofileringen innefattar med andra ord också offerprofilering (viktimologi).
Gärningsmannaprofilering är i viss mån beroende av profilerarnas kriminologiska teori. Ser man brottslighet som något inlärt eller speglar brottet gärningsmannens rutinaktiviteter (rational-choice), är olika förhållningssätt till profileringen.
Kvalitetsgranskning av gärningsmannaprofilering har ibland gett högst nedslående resultat, där i vissa länder uppåt 90% av profilerna saknar vetenskaplig grund. Samtidigt pekar kvalitetsundersökningar av profilering på att det trots allt vanligen leder identifieringen framåt. Psykologiskt vetenskaplig gärningsmannaprofilering tar hjälp av personlighetsdrag, som narcissism och psykopati, för att förutsäga brottspersoner. Ett sådant känt exempel är Johanna Möller den så kallade Arbogakvinnan som profilerats av forskare i Sverige.